# 雪艷梅
雪艷梅（Suet Yim Mui），香港粵劇艷旦、電影女明星，銀幕處女作粵語歌唱片《情竇初開》（1955年2月2日香港首映）；息影作粵語武俠片《六指琴魔》（1965年暑假，飾演端木紅），參演廿多齣粵語片。
- 雪艷梅在1962年8月先赴紐西蘭，後往美國舊金山、羅省、紐約、加拿大溫哥華等埠演出兩年，與陳艷儂、秦小梨、黃超武、祁筱英及芙蓉麗等旅美紅伶演出粵劇《牡丹亭驚夢》、《帝女花》、《紅了櫻桃碎了心》；亦隨粵語武俠片《蛇女飛魔》（1962年12月19日香港首映）登臺表演粵曲、花鼓舞、羽扇舞及綢帶舞[1][2]；1964年9月19日（星期六）下午 3時15分乘搭日本航空公司JL737客機經東京返回香港 [3][4]，1964年10月2日（星期五）晚上8時，與潮劇艷星夏帆（香港演員） 接受香港麗的映聲電視臺的《中國電影雜誌》節目主持人梁紹恆先生訪問，闡述旅美生活，並為煙草公司主持抽獎[5][6]

- 1965年2月2日（星期二，農曆乙巳蛇年正月初一日）至2月6日（星期六，農曆乙巳蛇年正月初五日）晚上，雪艷梅參加「堂皇粵劇團」在香港島大會堂音樂廳，與蘇少棠（文武生）、鄭碧影、羅家權（丑生）、文千歲、新海泉（二丑）、賽麒麟（武生）、麥秋儂（幫花），薛家燕客串，演出由蔡滌凡新編喜劇《花開錦繡鳳朝陽》[7][8][9]。

## 家庭
- 雪艷梅在1965年1月13日（星期三）下午與美麗華酒店高級職員吳耀彪先生，在九龍太子道258號聖德肋撒堂，由和靈道神父主持天主教儀式婚禮 ，兩位伴娘是梅蘭及馬金玲（夏娃）；參觀婚禮有鄭碧影、鄭幗寶、李鳳聲（李香凝）[10]。雪艷梅赴美國演出前，曾在美麗華酒店表演古典舞蹈，因此認識丈夫[11]

## 外部連結
- 香港電影資料館有關雪艷梅演出電影的記錄[永久]
- 香港影庫：雪艷梅 （页面存档备份，存于）
- 2:22開始戴頭飾的雪艷梅演唱粵語小曲的影像片斷 （页面存档备份，存于）侵犯版權?